# Sylvie Brien
 (juin 2014).
Sylvie Brien, née au Québec en 1959, est une écrivaine québécoise de romans pour adultes et pour les jeunes, spécialisée dans les romans de littérature d'enfance et de jeunesse.

## Biographie
Juriste et notaire de formation, elle exerce le notariat pendant de nombreuses années avant de se consacrer entièrement à l'écriture dans les années 2000. Publiée au Canada et en France par plusieurs éditeurs, dont Gallimard jeunesse et Bayard-Canada, elle est également une Conférencière très en demande. Membre de l’Union des écrivaines et des écrivains québécois (UNEQ) et de Communication-Jeunesse, elle anime des rencontres littéraires pour le programme Culture à l’école. 
Plusieurs de ses romans sont inscrits aux sélections de Communication-Jeunesse Québec, de la S.D.M., ministère de l’Éducation (Québec), La Joie par les livres (France), Krokalire (France), Le Choix des Libraires (France), Le Libraire (Québec). Ils ont été primés coups de cœur de la revue Lurelu (Québec) ou sélectionnés par la revue Ricochet (France). 
En 2005, son roman La Fenêtre maléfique est choisi pour l’événement Montréal capitale mondiale du livre (UNESCO). 
Elle remporte en 2018 le prix littéraire de l'AQPF (les enseignants du français) avec son roman 16 ans et Patriote  (Bayard Canada) 

## Œuvres

### Ouvrages de littérature d'enfance et de jeunesse

#### SériePierrot et le village des fous (réédité sous le vocable Pierrot au village des fous)
- Le Spectre, Montréal, Éditions Porte-bonheur, 2002 ; réédition 2021 chez Joey Cornu éditeur.
- Les Têtes coupées, Montréal, Éditions Porte-bonheur, 2002 ;
- Zone infinie, Montréal, Éditions Porte-bonheur, 2002
- Le Trésor de Frank, Montréal, Éditions Porte-bonheur, 2002
- Les Lutins de Picardie, Montréal, Éditions Porte-bonheur, 2003
- L’Énigme du Marie la Paix, Montréal, Éditions Porte-bonheur, 2003
- Le Chevalier de l’âne d’or, Montréal, Éditions Porte-bonheur, 2007

#### SérieLes Enquêtes de Vipérine Maltais
- Mortels Noëls, Paris, Éditions Gallimard jeunesse, coll. Folio Junior, 2018, anciennement coll. « Hors piste » no 23, 2004
- L’Affaire du collège indien, Paris, Éditions Gallimard jeunesse, coll. « Hors piste » no 35, 2006
- Le Secret du choriste, Paris, Éditions Gallimard jeunesse, coll. « Hors piste » no 50, 2008
- La Voix du diable, Paris, Éditions Gallimard jeunesse, coll. « Hors piste » no 65, 2010

#### SérieLa Bande de la 7e
- La Fenêtre maléfique, Montréal, Éditions Hurtubise HMH, coll. « Caméléon », 2004
- M comme Momie, Montréal, Éditions Hurtubise HMH, coll. « Caméléon », 2005
- La Fosse aux chiffres, Montréal, Éditions Hurtubise HMH, coll. « Caméléon », 2007

#### Autres ouvrages de littérature d'enfance et de jeunesse
- Aziza la gavée, Montréal, Éditions Porte-Bonheur, hors-collection, novembre 2011 ; réédition sous le titre La Voie de Zahra, Montréal, Bayard-Canada, 2014
- Spirit Lake, Paris, Éditions Gallimard-Jeunesse, coll. « Scripto », 2008
- Valentin ni trop petit ni trop grand, Saint-Lambert, Dominique et compagnie, 2015
- 16 ans et patriote, Montréal, Bayard-Canada, septembre 2017
- Petit panda : c'est trop injuste !, Dominique et compagnie, 2019
- 1,2,3, je boude! Dominique et compagnie, 2020

### Ouvrages littéraires pour adultes
- Béryl, roman, Québec, Éditions du Cram, 2002 ; réédition sous le titre Béryl, la réincarnation d’Élianne, Québec, Jim&Joey Cornu éditeurs, mars 2012
- Gaius, à la recherche de Béryl, Québec, Éditions du Cram, 2003 ; réédition sous le titre Gaius, à la recherche de Béryl, Québec Jim&Joey Cornu éditeurs, mars 2012
- Les Templiers du Nouveau Monde, Montréal, Éditions Hurtubise HMH, mai 2006
- L'Homme de Ki, tome 1 et tome 2, Montréal, Maison d'édition St-Laurent, mai 2017

### Courts-métrages et applications mobiles
- 16 ans et Patriotes !  Fusion Films, 2018 , scénario Sylvie Brien
- Papineau: l'exil d'un patriote Fusion Films, 2024 , scénario Sylvie Brien
- Applications mobiles touristiques et ludiques pour enfants (scénarios Sylvie Brien) [voir en ligne]